# Himesháza
Himesháza (deutsch Nimmersch, kroatisch Imeš) ist eine ungarische Gemeinde im Kreis Mohács im Komitat Baranya.

## Geografische Lage
Himesháza liegt 13,5 Kilometer nordwestlich der Kreisstadt Mohács in einem Tal des Branauer Hügellandes. Nachbargemeinden sind Szűr, Geresdlak und Székelyszabar.

## Geschichte
Der Ort hat vermutlich schon im 10. Jahrhundert bestanden und wird erstmals urkundlich im Jahre 1333 erwähnt. Gegen Ende des 17. Jahrhunderts war es fast ausgestorben.
Die ersten deutschen Kolonisten erscheinen um das Jahr 1722. Sie wurden vom damaligen Grundherrn, dem Bischof von Pécs Graf Wilhelm Franz von Nesselrode-Ehreshoven (1703–1732) nach Himesháza gerufen. Es wird angenommen, dass sich rund 120 Bauernfamilien niederließen. Nach den Steuerkonskriptionen kamen im Zeitraum von 1721 bis 1752 insgesamt 907 Neusiedler im Dorf an. Die überwiegende Mehrzahl der Deutschen stammte aus dem Hochstift Fulda, daher stammt auch die Bezeichnung der Einwohner als „Stifolder“ oder „Stifoller“. In einer Abschrift des Kirchbuches von Himesháza findet sich im Jahre 1733 neben den Heiratseinträgen, eine Kartenskizze, in welche ein Bearbeiter die Herkunftsorte in der Fuldaer "Urheimat" der Einwanderer eingezeichnet hat, die er "Stifulder" nennt, welche "diesen schönen alten Namen mit vollem Recht" tragen würden.

## Sehenswürdigkeiten
- Heimatmuseum (Tájház)
- Marienstatue von Lourdes
- Römisch-katholische Kirche Kisboldogasszony, erbaut 1753/1754, Vorgängerbau von 1724 brannte 1752 nieder
- Sándor-Petőfi-Büste, erschaffen 1978 von Ferenc Trischler
- Skulpturenpark (Szoborpark)
- Szentháromság-Statue (Szentháromság-szobor)
- Szent-Vendel-Statue (Szent Vendel-szobor), erschaffen 1911
- Weltkriegsdenkmal (Világháborús emlékmű)

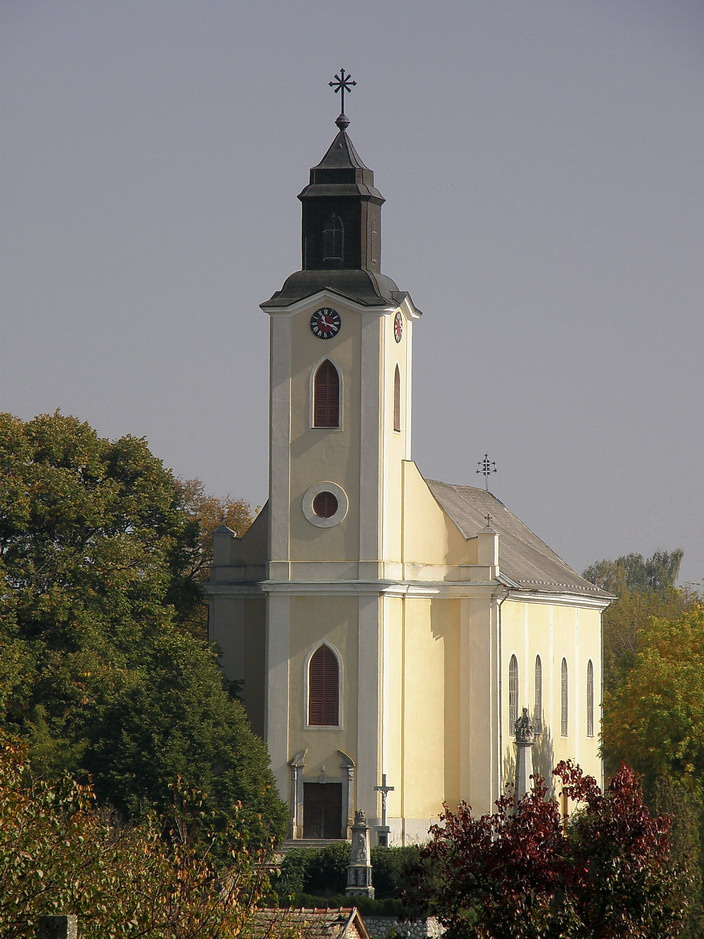
Römisch-katholische Kirche Kisboldogasszony in Himesháza

## Verkehr
In Himesháza treffen die Landstraßen Nr. 5607 und Nr. 5614 aufeinander. Der nächstgelegene Bahnhof befindet sich in Mohács.